# 馬游塘中堆填區
馬游塘中堆填區（英語：Ma Yau Tong Central Landfill）是香港的一個已關閉的堆填區，位於觀塘區，佔地約11公頃。現在已完成修復，部分地區更經已開放給公眾使用，或正準備批出作修復後設施用途。

## 歷史
馬游塘中堆填區是將軍澳隧道收費廣場以南的一個山谷，其東面及南面被五桂山山坡環抱，西面為興田邨，而西南面為藍田公園。堆填區於1981年至1986年間由土木工程署營運，期間接收了大約一百萬噸廢物，主要是家居廢物，其次是拆建廢物。堆填區在1986年關閉後，改由環境保護署進行全面修復工程，並於1998年4月竣工。

## 發展
因應觀塘區議會的要求，民政事務總署把堆填區頂部平台鄰近藍田公園一塊大約0.1公頃的小面積用地發展為馬游塘中休憩處。該休憩處已在2011年開放給公眾使用，並由康樂及文化事務署管理。
而頂部平台餘下約1.6公頃土地則被列入「活化已修復堆填區資助計劃」之一，並在該計劃第一期中成為3幅接受非牟利團體或體育團體提出發展計劃申請的土地之一。在計劃中，由於一部分土地鄰接天然山坡，故只有約0.7公頃土地能予申請者建設設施。此頂部平台最終獲得7份計劃申請，計劃督導委員會最終選出香港基督教家庭服務中心的申請並邀請其作詳細建議。在該機構的申請中，他們計劃將頂部平台建成一綜合社區活動中心，包括戶外歷奇體驗區、農圃、園藝治療花園、綜合教育活動室、多用途小禮堂及公眾休憩用地等。然而在進行詳細建議後，基督教家庭服務中心發現項目的支出超出其原本估算及資助計劃的一億元資助上限，遂通知計劃督導委員會將不繼續推展該項目。